# 山村聰
- 山村聰
- 山村聡

山村 聰（、1910年〈明治43年〉2月24日 - 2000年〈平成12年〉5月26日）は、日本の俳優・映画監督。作品により、山村 聡のクレジット表記もある。本名は古賀 寛定（こが ひろさだ）。
第二次世界大戦後の日本映画を代表する名優のひとりで、小津安二郎監督作品への出演で知られる。国際的にも知名度が高く、1950年代以降は日本国外の映画にも出演した。生涯で出演した映画本数は195本に上る。作品により、山村 聡のクレジット表記もある。
昭和の芸能界を代表する国民的俳優の一人であり、志村喬と森繁久彌にならぶ日本映画界の大スターの一人でもあった。

## 来歴

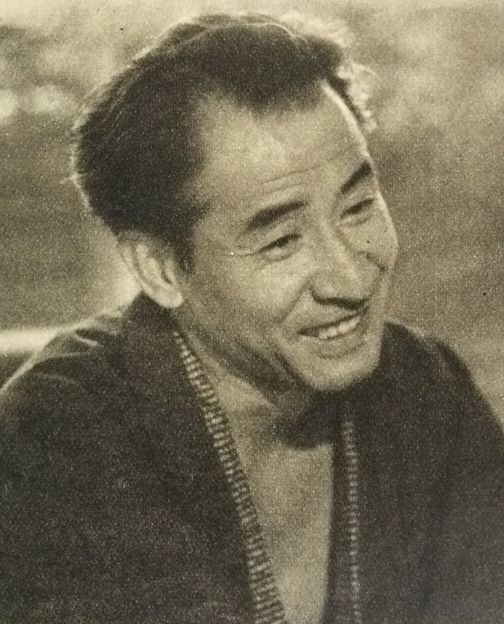
『アサヒグラフ』1954年（昭和29年）9月22日号

奈良県山辺郡出身。神戸一中、旧制一高を経て東京帝国大学文学部卒業。
研究劇団「太陽座」に入団。戦前の劇団文化座等での舞台活動を経て、1946年（昭和21年）、『命ある限り』で映画初出演。1947年（昭和22年）、『女優須磨子の恋』で田中絹代演じる松井須磨子の愛人役・島村抱月役に抜擢され、1950年（昭和25年）には『宗方姉妹』で第1回ブルーリボン賞の主演男優賞を受賞。
『東京物語』など数多くの映画に出演する一方、1952年（昭和27年）には山田典吾とともに現代ぷろだくしょんを設立し、翌年には山村自身も多額の出資をして完成させた第1回監督作品『蟹工船』を発表、映画監督としても活躍した。
英語が堪能なので、1958年（昭和33年）にはアメリカ映画の『黒船』では下田奉行の田村左衛門守役で出演した。
トヨタ・クラウンのCMキャラクターを長年務め、1962年（昭和37年）の2代目から1979年（昭和54年）の6代目まで出演した。
1970年（昭和45年）に太平洋戦争劈頭の真珠湾攻撃を描いた日米合作の『トラ・トラ・トラ!』では連合艦隊司令長官山本五十六で主演。同役を芦田伸介が降板したため（詳細はトラ・トラ・トラ!#製作を参照）、急遽、オファーを受けた。既に『あゝ忠臣蔵』の大石内蔵助を主演していたが、東京と京都を往復する新幹線で『トラ・トラ・トラ!』の台本を読み、「日本側に忠実に書いてあり役柄に不満はない。どうしても出演したい」と意欲を燃やし、東映の了解を得て、二作を掛け持ちした。しかし『トラ・トラ・トラ!』への参加は、同時期に鹿島守之助役のオファーを受けていた『超高層のあけぼの』を佐野周二と交代して降板するなどの影響が出ている。
1972年（昭和47年）、必殺シリーズ第1作の『必殺仕掛人』に仕掛人の元締　音羽屋半右衛門役で出演。代表作の一つとなった。
1976年（昭和51年）には『隠し目付参上』に元締的な役柄である松平伊豆守信明役には、必殺シリーズの元締役で人気のあった山村が内定していたが、これに本作のスポンサーの白鹿から待ったがかかった。山村は当時、白鹿のライバルメーカーである日本盛のCMに出演しており、自身が出演していたスポンサー絡みで降板を余儀なくされた。松平伊豆守信明役は三船敏郎の二役で行くことになった。
1978年（昭和53年）の『柳生一族の陰謀』にて主演・千葉真一扮する柳生十兵衛の父・柳生但馬守は当たり役となり、その後も千葉主演の『柳生あばれ旅シリーズ』でも同役を演じ、同時期の千葉主演『服部半蔵 影の軍団』では保科正之、『影の軍団II』では平賀源内、などそれぞれの作品で主要キャラクターを演じている。但馬守は1990年（平成2年）の『柳生武芸帳 柳生十兵衛五十人斬り』でも扮した。
1986年（昭和61年）、アメリカ映画の『ガン・ホー』に出演し、日本の自動車メーカーの重役・坂本を演じた。
2000年（平成12年）5月26日午後4時40分、急性心筋梗塞のため東京都杉並区の病院で死去。90歳だった。1996年12月、帝国劇場での舞台「女たちの忠臣蔵」の細川越中守役が最後の仕事になった。墓所は青山霊園にある。

## 人物
志村喬は旧制神戸一中の先輩で尊敬しており、三船敏郎とは親友だった。
熱心な釣り人として知られ、1974年には『釣りひとり』という著書も出版したことがある。東京・銀座に自身の釣具店「ポイント」を経営していた。旧制一高時代には東京湾でハゼに熱中し、長じては利根川下流の水郷地帯でヘラブナ釣りを楽しみ、一カ月滞在することがあった。

## 出演

### 映画
- 命ある限り（1946年）

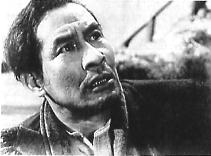
『蟹工船』（1953年）

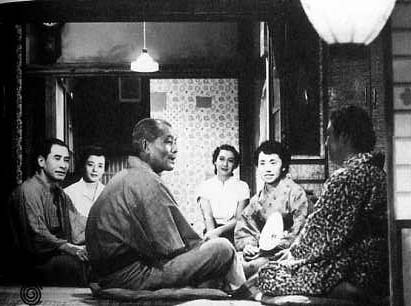
『東京物語』（1953年）

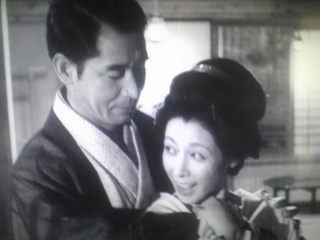
『にごりえ』（1953年）

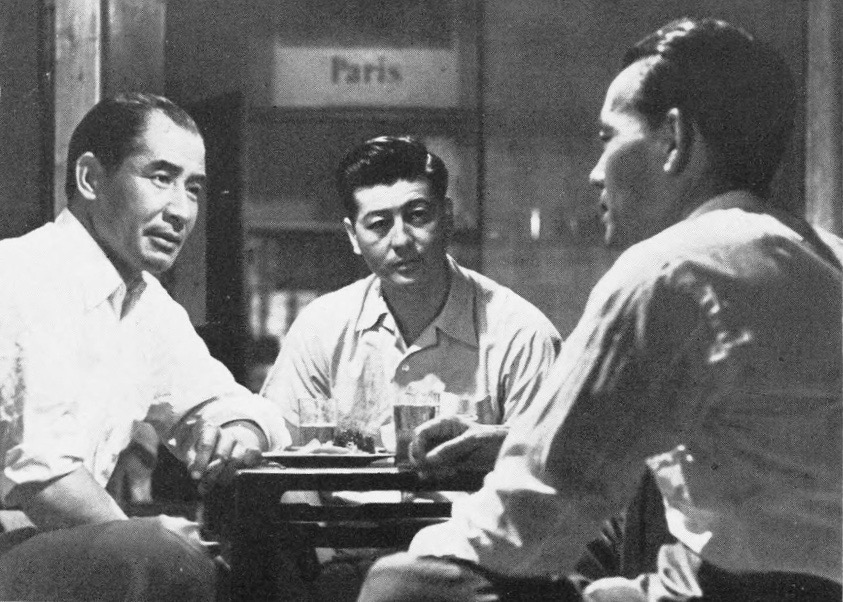
『早春』（1956年）

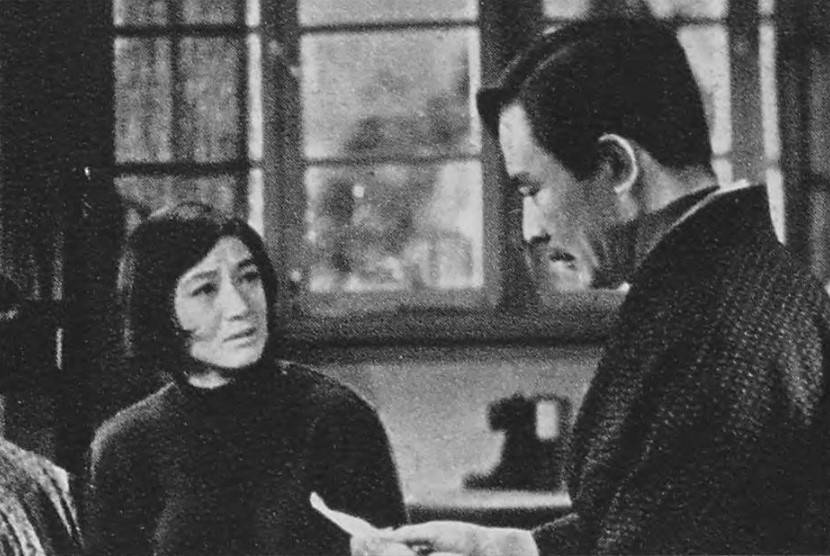
『智恵子抄』（1957年）

- 女優須磨子の恋（1947年、松竹） - 島村抱月
- 第二の人生（1948年）
- 宗方姉妹（1950年）
- 雪夫人絵図（1950年）
- 帰郷 （1950年）
- 情熱のルムバ （1950年）
- 自由学校（1951年）
- 武蔵野夫人（1951年、東宝） - 大野英治
- めし（1951年、東宝） - 岡本隆一郎
- ひばりの子守唄（1951年）
- リンゴ園の少女（1952年）
- 足にさわった女（1952年、東宝） - 小説家
- 現代人 （1952年、松竹） - 荻野守利
- 風ふたゝび （1952年、東宝） - 道原敬良
- 安宅家の人々（1952年）
- 吹けよ春風（1953年）
- 縮図（1953年）
- 東京物語（1953年、松竹） - 平山幸一
- にごりえ（1953年）
- 山の音（1954年）
- 風立ちぬ（1954年）
- どぶ（1954年）
- 日本敗れず（1954年）
- 黒い潮（1954年）
- 真実一路（1954年）
- 愛のお荷物（1955年）
- あした来る人（1955年）
- 青春怪談（1955年、日活） - 奥村鉄也
- 楊貴妃（1955年）
- 朱と緑（1956年）
- 忘れえぬ慕情（1956年）
- 真昼の暗黒（1956年）
- 早春（1956年、東宝） - 阿合豊
- 四十八歳の抵抗（1956年、大映） - 西村耕太郎
- 魔の季節（1956年）
- 満ちて来る潮（1956年）
- 東京暮色（1957年、松竹） - 関口積
- 穴（1957年）
- 爆音と大地（1957年）
- 夜の蝶（1957年、大映） - 白沢一郎
- 智恵子抄（1957年、東宝） - 高村光太郎
- 地獄花（1957年、大映） -  峡の馬介
- 希望の乙女（1958年）
- 紫頭巾（1958年） - 田沼意次
- 黒船（1958年、20世紀フォックス）
- 闇を横切れ（1959年）
- 人間の條件 第一部 純愛篇・第二部 激怒篇（1959年、松竹） - 沖島
- 忠臣蔵 櫻花の巻・菊花の巻（1959年、東映） - 千坂兵部
- 遠山の金さん たつまき奉行（1959年、東映）
- 勝利と敗北（1960年、大映） - 峰岸謹平
- 女は二度生まれる（1961年）
- あれが港の灯だ（1961年）
- 愛情の系譜（1961年）
- 河口（1961年）
- 世界大戦争（1961年、東宝） - 首相[12][2][3]
- 五人の突撃隊（1961年）
- 安寿と厨子王丸（1961年、東映動画） - 藤原師実[13]
- わが恋の旅路（1961年）
- 背徳のメス（1961年）
- 八百万石に挑む男（1961年）
- 涙を、獅子のたて髪に（1962年）
- 香港の星（1962年）
- 河のほとりで（1962年）
- 夢でありたい（1962年）
- 太平洋戦争と姫ゆり部隊（1962年）
- 秋津温泉（1962年）
- 山の讃歌・燃ゆる若者たち（1962年）
- からみ合い（1962年）
- 家庭の事情（1962年）
- 瘋癲老人日記（1962年）
- ギャング忠臣蔵（1963年、東映） - 立花
- 続・忍びの者（1963年）
- あの橋の畔で・第3部（1963年）
- あの人はいま（1963年）
- 花の咲く家（1963年）
- 傷だらけの山河（1964年）
- 肉体の学校（1965年、東宝） - 平敏信
- 美しさと哀しみと（1965年、松竹） - 大木年雄
- 太平洋奇跡の作戦 キスカ（1965年、東宝） - 川島[1][2]
- 東宝8.15シリーズ（東宝）
  - 日本のいちばん長い日（1967年） - 米内光政
  - 激動の昭和史 軍閥（1970年） - 米内光政
- トラ・トラ・トラ!（1970年、20世紀フォックス・東映） - 山本五十六
- 子連れ狼 親の心子の心（1972年）
- 必殺シリーズ（松竹）
  - 必殺仕掛人（1973年）
  - 必殺仕掛人 梅安蟻地獄（1973年）
  - 必殺仕掛人 春雪仕掛針（1974年）
- ノストラダムスの大予言（1974年） - 総理大臣[12][3]
- 動脈列島（1975年、東宝） - 長田
- 犬笛（1978年、東宝） - 遠藤
- 影の軍団 服部半蔵（1980年、東映）
- ウィーン物語 ジェミニ・YとS（1982年、東宝） - 文左衛門（ミスター・ブン）
- 南極物語（1983年、日本ヘラルド映画・東宝） - 岩切竜雄
- 二代目はクリスチャン（1985年、東宝） - 中津川勇吉
- 山下少年物語（1985年、キネマ東京） - 松前重義
- ガン・ホー（1986年、パラマウント映画） - 坂本
- 吉原炎上（1987年、東映） - 大倉伊三郎
- 橋（1988年） - 酒井太一郎
- ゴジラvsキングギドラ（1991年、東宝） - 林田首相[14][3]
- さくら（1994年） - 笹部新太郎
- GOING WEST 西へ…（1997年） - 川原正吾 [注釈 1]

### テレビドラマ
- ただいま11人（1964年 - 1967年、TBS） - 早乙女浩
- 男ありて（1964年、日本テレビ） - 島村達郎
- われら弁護士（1968年、日本テレビ） - 坂田五郎
- 東芝日曜劇場（TBS）
  - くるま宿（1968年4月21日） - 吉兵衛
  - 女と味噌汁 その16（1970年5月10日） - 森章吾
  - 縁（1984年2月26日） - 木庭秀豊
- あゝ忠臣蔵（1969年、関西テレビ・東映） - 大石内蔵助
- 江戸川乱歩シリーズ 明智小五郎シリーズ（1970年、東京12チャンネル・東映） - 平井教授
- 春の坂道（1971年、NHK） - 徳川家康
- おらんだ左近事件帖（1971年） - 尾張大納言 ※第2話のみの出演
- 24時間の男（1972年、TBS/大映テレビ） - 沢木
- 必殺シリーズ（ABC）
  - 必殺仕掛人（1972年 - 1973年） - 音羽屋半右衛門
  - 助け人走る（1973年 - 1974年） - 清兵衛
- 水滸伝（1973年 - 1974年） - 盧俊義
- 非情のライセンス（1973年 - 1974年、1974年 - 1977年、1980年） - 矢部警視
- 狼・無頼控（1973年 - 1974年、MBS） - 跡部和泉守
- 事件狩り（1974年）
- 華麗なる一族（1974年 - 1975年、MBS） - 万俵大介
- ご存じ金さん捕物帳 （1974年 - 1975年） - 筒井和泉守
- 日本沈没（1974年12月29日、1975年2月16日、1975年3月9日） - 松川首相
- 氷紋（1974年 - 1975年）
- はじめまして（1975年）- 妻子雄作
- 虹のエアポート（1975年 - 1976年、TBS/松竹株式会社） - 大森
- 白い秘密（1976年 - 1977年、TBS/松竹株式会社） - 藤森豪太郎
- ほんとうに（1976年 - 1977年） - 上條祐人
- ジグザグブルース（1977年） - 朝比奈署長
- 新幹線公安官（1977年、1978年） - 芝辻啓介
- 家族（1977年 - 1978年）- 外川伸介
- 人間の証明（1978年） - 郡陽平
- 柳生一族の陰謀（1978年 - 1979年、関西テレビ・東映） - 柳生宗矩
- 午後の恋人（1979年）- 坪井東作
- 赤穂浪士（1979年） - 千坂兵部
- 女たちの忠臣蔵（1979年12月9日） - 小野寺十内
- 影の軍団シリーズ（関西テレビ・東映）
  - 服部半蔵 影の軍団（1980年） - 保科正之
  - 影の軍団II（1981年 - 1982年） - 平賀源内
- 心（1980年6月19日、6月26日 - 1981年）- 三條
- 柳生あばれ旅シリーズ（テレビ朝日・東映） - 柳生宗矩
  - 柳生あばれ旅（1980年 - 1981年）
  - 柳生十兵衛あばれ旅（1982年 - 1983年）
- ザ・ハングマンシリーズ - ゴッド
  - 「ザ・ハングマン」（1980年 - 1981年）
  - 「ザ・ハングマンII」（1982年）
- うわさの淑女（1981年） - 鈴旗敬三
- ちょっといい姉妹（1981年 - 1982年）
- 出逢い・めぐり逢い（1983年）
- 大奥  第27回「塵に咲く花」第28回「女帝への階段」第29回「渚の体験」（1983年） - 新井白石
- 鬼龍院花子の生涯（1984年） - 須田宇市
- 西部警察 PART-III 最終回（第70話）「大門死す! 男達よ永遠に……」（1984年10月22日） - 亜細亜電機・佐伯会長
- ニュードキュメンタリードラマ昭和 松本清張事件にせまる （1984年） - 第4・7回ナレーター
- 12時間超ワイドドラマ（テレビ東京）
  - 風雲 柳生武芸帳（1985年1月2日） - 真田幸村
  - 宮本武蔵（1990年1月2日） - 長岡佐渡
- 一休さん・喝!（1986年）
- 氷紋（1986年）
- 若大将天下ご免!（1987年） - 水野忠邦
- 土曜ワイド劇場
  - フランスグルメ殺人事件（1987年8月22日）
  - 西村京太郎トラベルミステリー14 アルプス誘拐ルート（1989年4月1日） - 田村医院院長
  - 高松－神戸ジャンボフェリー殺人海峡（1996年9月14日） - 大林永之助
- さよなら李香蘭（1989年12月2日）※特別出演
- 眠狂四郎　
恋しぐれ円月殺法!将軍家、若君乱心の謎を斬る!（1989年6月22日、テレビ朝日） - 武部千十郎
- 柳生武芸帳 柳生十兵衛五十人斬り（1990年、日本テレビ） - 柳生宗矩
- しゃぼん玉（1991年11月21日 - 12月19日、フジテレビ） - 南条英輔（第七回から最終回まで出演）
- 戦国最後の勝利者!徳川家康（1992年1月3日、テレビ朝日） - 関口親永
- 珠玉の女（1992年、読売テレビ）
- ドラマ30 / 危険な再会（1993年4月 - 5月、CBC）[15]
- 新春時代劇スペシャル 弁慶 怪力無双の荒法師!（1997年1月4日、テレビ朝日） - 藤原秀衡[注釈 2]

### 演劇
- 黄昏
- 女たちの忠臣蔵

### OVA
- 世界の光 親鸞聖人 第4巻（1992年） - 兵衛門（声の出演、特別出演）

### CM
- トヨタ・クラウン（2代目 - 6代目まで）（吉永小百合と共演、4〜6代目）
- 東芝・カラーテレビ・ときめきの色（1970年 - 1982年まで）
- 日本盛（桂歌丸、三遊亭小円遊と共演。1973年）

## 監督作品
- 蟹工船（1953年）
- 黒い潮（1954年）
- 沙羅の花の峠（1955年）
- 母子草（1959年）
- 鹿島灘の女（1959年）
- 風流深川唄（1960年）

## 著書
- 『釣りひとり』二見書房、1974年
- 『迷走千里 年々歳々今を尊く生きる』廣済堂出版、1997年

## 親族
- 祖父 古賀定雄（幕末の佐賀藩士で初代品川県知事）[16]